# Brian Sullivan (Fußballspieler)
Brian Anthony John Sullivan (* 30. Dezember 1941 in Edmonton, London; † Oktober 1985 in Enfield, London) war ein englischer Fußballspieler.

## Karriere
Sullivan gehörte während seiner Schulzeit zu den herausragenden Talenten auf der Halbstürmerposition, in Konkurrenz zu Cliff Jackson, Nobby Stiles und Tommy Spratt kam er Anfang 1957 zu mehreren Einsätzen für die englische Schülernationalmannschaft. Beim 9:1-Sieg über Irland bildete er auf der rechten Seite mit Stiles und Derek Woodley ein „brillantes Trio“ und erzielte zwei Tore, beim 2:0-Sieg über die walisischen Alterskollegen verschoss er kurz vor Spielende einen Elfmeter. Im Juni 1957 wurde er vom Hauptstadtklub FC Fulham verpflichtet, ebenso wie der gleichaltrige Alan Mullery. Im Frühjahr 1959 gehörte er zum englischen Aufgebot beim UEFA-Juniorenturnier in Bulgarien, zur Mannschaft zählten unter anderem auch Spratt, Stiles, Geoff Hurst, Dave Bacuzzi und Cec Irwin. Mullery, der später englischer Nationalspieler wurde, notierte 2007 in seiner Autobiografie über Sullivan:

„The boy the club were really pinning their hopes on was Brian Sullivan, who'd played for Edmonton Boys, just as Johnny Haynes had a few years before. Brian had tremendous skill and ability and the club really looked after him.“

„Der Junge auf dem die Hoffnungen des Klubs ruhten war Brian Sullivan, der für die Edmonton Boys gespielt hatte, wie auch Johnny Haynes einige Jahre zuvor. Brian hatte enormes Geschick und Fähigkeiten und der Klub kümmerte sich sehr um ihn.“

Sullivan rückte im Sommer 1959 in den Herrenbereich auf und kam ab August 1959 im Reserveteam zum Einsatz. Anfang Januar 1960, kurz nach seinem 18. Geburtstag, wurde er anstelle des verletzten Johnny Haynes erstmals in einem Pflichtspiel von Fulhams erster Mannschaft eingesetzt. Als Halbstürmer bildete er mit Jimmy Hill und Maurice Cook das Innensturmtrio, das Erstligaspiel gegen den FC Blackpool endete in einer 1:3-Niederlage, wobei Sullivan den Treffer seines Teams erzielte. Im April 1960 kam er zu seinem zweiten Auftritt, wobei er erneut von mehreren verletzungsbedingten Ausfällen profitierte und die Offensivreihe mit Johnny Key, John Doherty, Pat O’Connell, Mick Johnson und Sullivan ausnahmslos aus Ergänzungsspielern bestand, dennoch gelang gegen Leicester City ein 1:1-Unentschieden. Spätestens im Oktober 1960 wurde er mit Nierenproblem ins Krankenhaus eingeliefert. Mitte November wurde er nach der Entfernung eines Abszess wieder entlassen, war im Januar 1961 aber noch nicht einsatzfähig und trat auch in der Folge nicht nochmals für Fulhams erste Mannschaft in Erscheinung.
Sullivan soll einige Monate in der Schweiz verbracht haben, bevor er im April 1963 als Testspieler zum Drittligisten Notts County kam. Ausschlaggebend dafür war die Empfehlung seines Fulham-Mitspielers Eddie Lowe, der kurz darauf den Trainerposten bei Notts übernahm. Nach Auftritten im Reserveteam wurde Sullivan in der Spätphase der Saison fest verpflichtet, erhielt aber keinen Vertrag über das Saisonende hinaus und verließ den Klub bereits wenige Wochen nach seiner Verpflichtung wieder. Im November 1964 spielte er noch zur Probe bei Rugby Town vor, eine Verpflichtung beim in der Southern League spielenden Klub kam aber nicht zustande.
Ende der 1960er arbeitete Sullivan als Handelsreisender, er starb bereits 43-jährig im Oktober 1985.